# Archivní fond

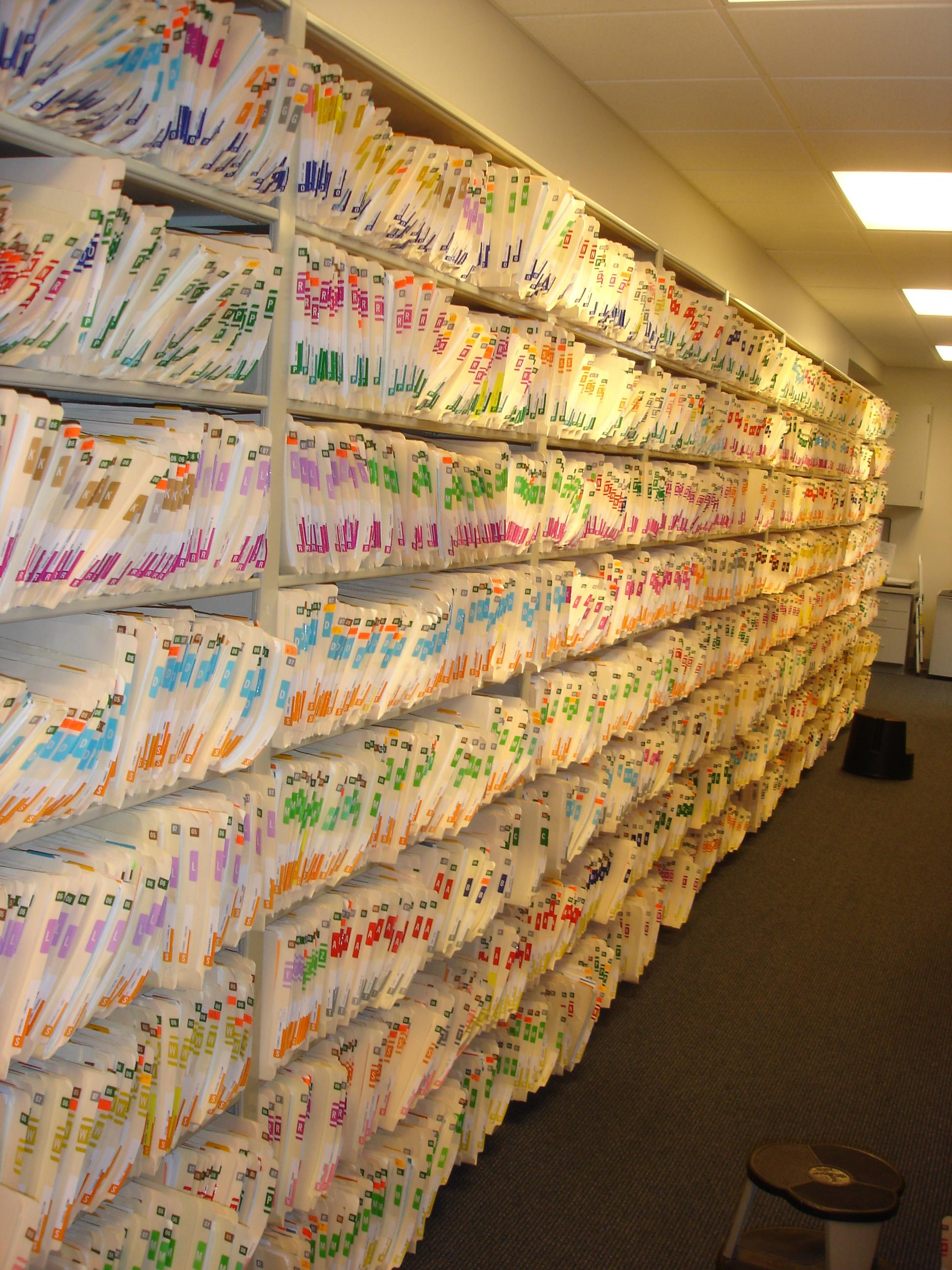
Zde vidíme archiv.

Archivní fond je soubor archiválií vzniklý výběrem dokumentů jednoho původce (fyzická nebo právnická osoba, instituce). Archivní fond také odpovídá jedné z definic archivu. Archivní fondy se označují podle původce např. jako rodinný, nebo rodový archiv, archiv fary, archiv obce, nebo města (vesnice a města odevzdávají svoje písemností do příslušných státních okresních archivů, některá větší města mají vlastní archiv - jedná se o archivy územně samosprávných celků, např. Praha) apod.
Systém uspořádání archiválií do archivních fondů (tedy s respektováním jejich původce a pokud možno i původní organizační struktury) je dnes nejobvyklejší, což úzce souvisí s prosazením provenienčního principu. Oproti fondu se rozlišuje archivní sbírka, což je soubor archiválií od různých původců, ale s jedním nebo více společnými znaky. Archivní fondy, sbírky a obecně všechny archiválie jsou v České republice součástí Národního archivního dědictví /NAD/ (jednotná evidence, dříve Jednotný archivní fond /JAF/).